# Sint-Jansstraat (Brugge)
De Sint-Jansstraat is een straat in Brugge.

## Beschrijving
Op de plek die nu Sint-Jansplein is, stond sinds de jaren 1200 de Sint-Jan de Doperkerk. In 1611 stortte de kerktoren in en werd de kerk vernield. Er werd een nieuwe kleinere kerk opgetrokken.
In 1787 werd de kerk afgebroken. In herinnering eraan werd het plein Sint-Jansplein genoemd. De straat die er naar leidde had al lang die naam. Het is een straat met talrijke herenhuizen waar personen woonden die een rol hebben gespeeld in de Brugse geschiedenis.
De Sint-Jansstraat loopt van het Kraanplein tot aan het Sint-Jansplein en van dit plein naar het kruispunt Engelsestraat - Riddersstraat.

## Bekende bewoners
- Jules Boyaval, burgemeester
- Jean-Baptiste Coppieters 't Wallant
- Jean-Baptiste Adolphe Coppieters 't Wallant
- Albert Visart de Bocarmé